# Toulousegans

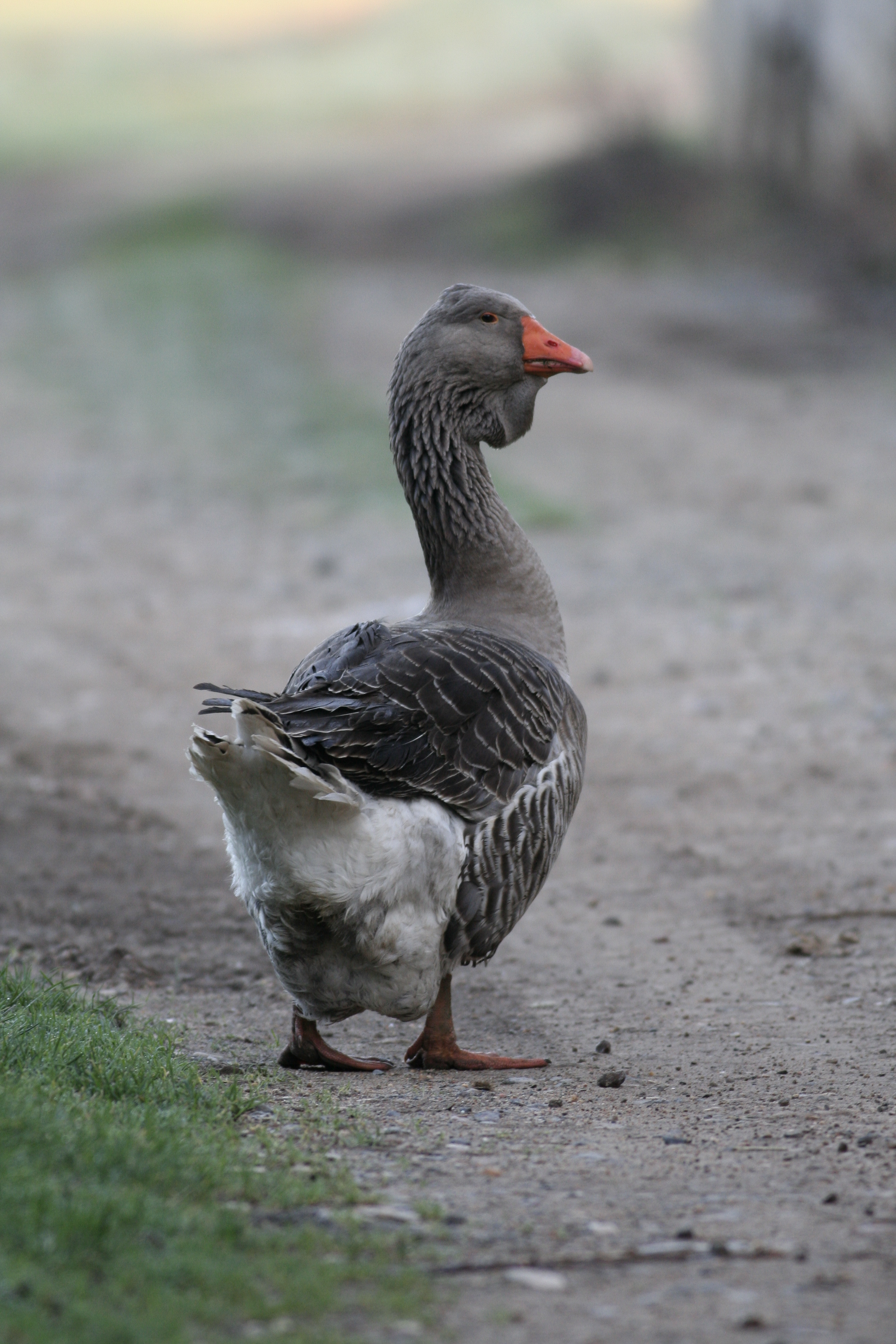
Toulousegans

De toulousegans is een ganzenras (gedomesticeerde variant van de grauwe gans, Anser anser) dat wordt gehouden voor de consumptie, als bewaker van het erf of als hobbydier. 
Hun verschijning is imposant, de kop kan zich als ze lopen op ruim een meter hoogte bevinden. Door hun nieuwsgierige aard zullen ze bezoekers en indringers luid gakkend tegemoet komen wat door hun gestalte en zelfverzekerde gedrag als bedreigend kan worden ervaren. De dieren zijn echter over het algemeen erg zachtaardig en vredelievend.
Het is een zwaar ras, het mannetje weegt 8 à 10 kg. Er zijn twee soorten: met en zonder keelkwab. De kleur is over het algemeen grijs tot grauwbruin, de poten en snavel zijn oranje. De naam verwijst naar de oorspronkelijk afkomst namelijk de omgeving van Toulouse, Frankrijk, waar ze door boeren werden gefokt. Tegen het einde van de twintigste eeuw was de oorspronkelijke soort snel aan het verdwijnen, daarom zijn programma's gestart waardoor het ras weer nieuw leven is ingeblazen. De vrouwtjes leggen ongeveer 20 eieren per jaar. Na een broedtijd van 28 dagen blijken echter veel eieren niet bevrucht. De dieren worden gemiddeld ongeveer 30 jaar oud.

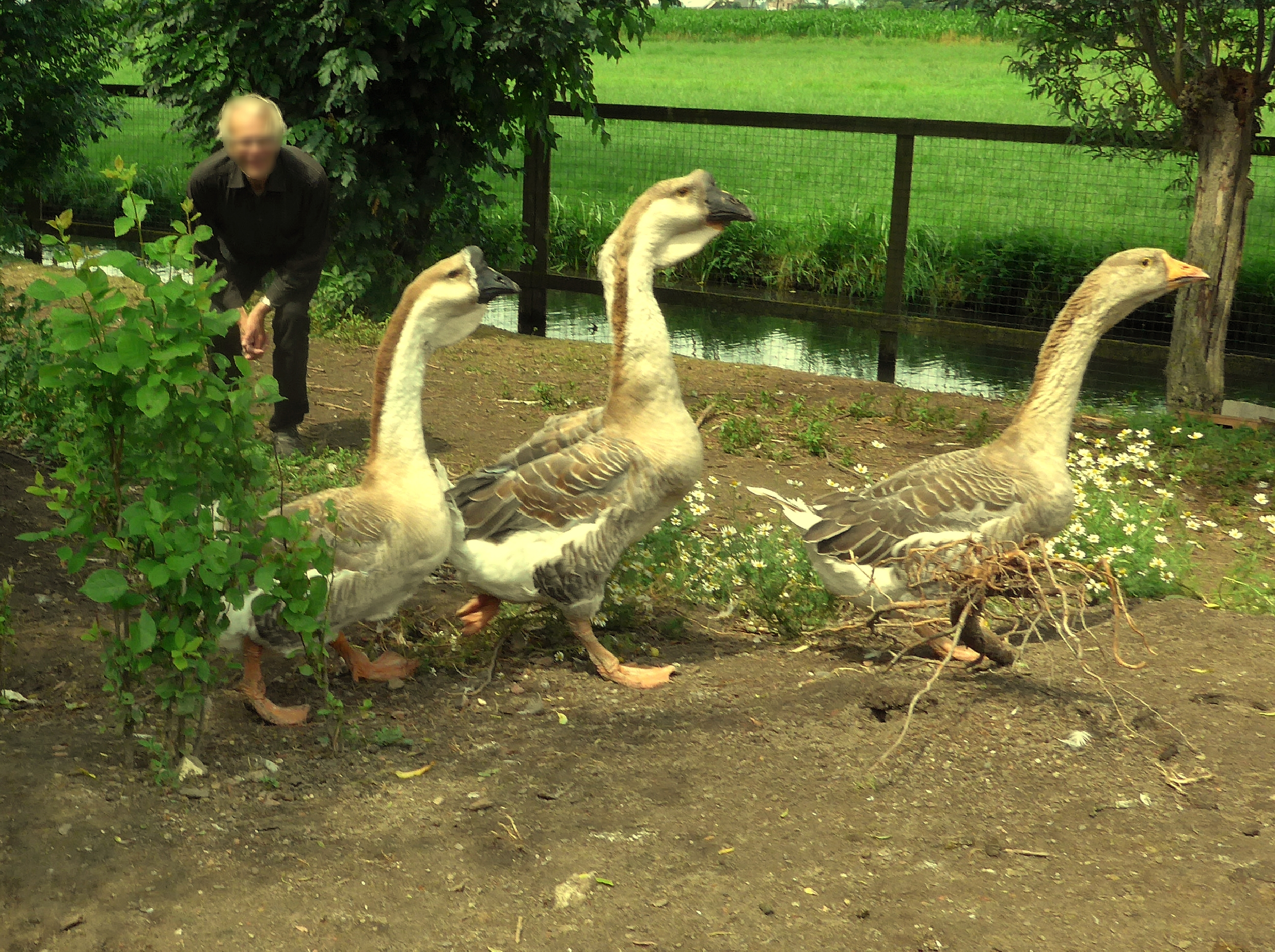
Toulousegans (twee met en één zonder keelkwab)
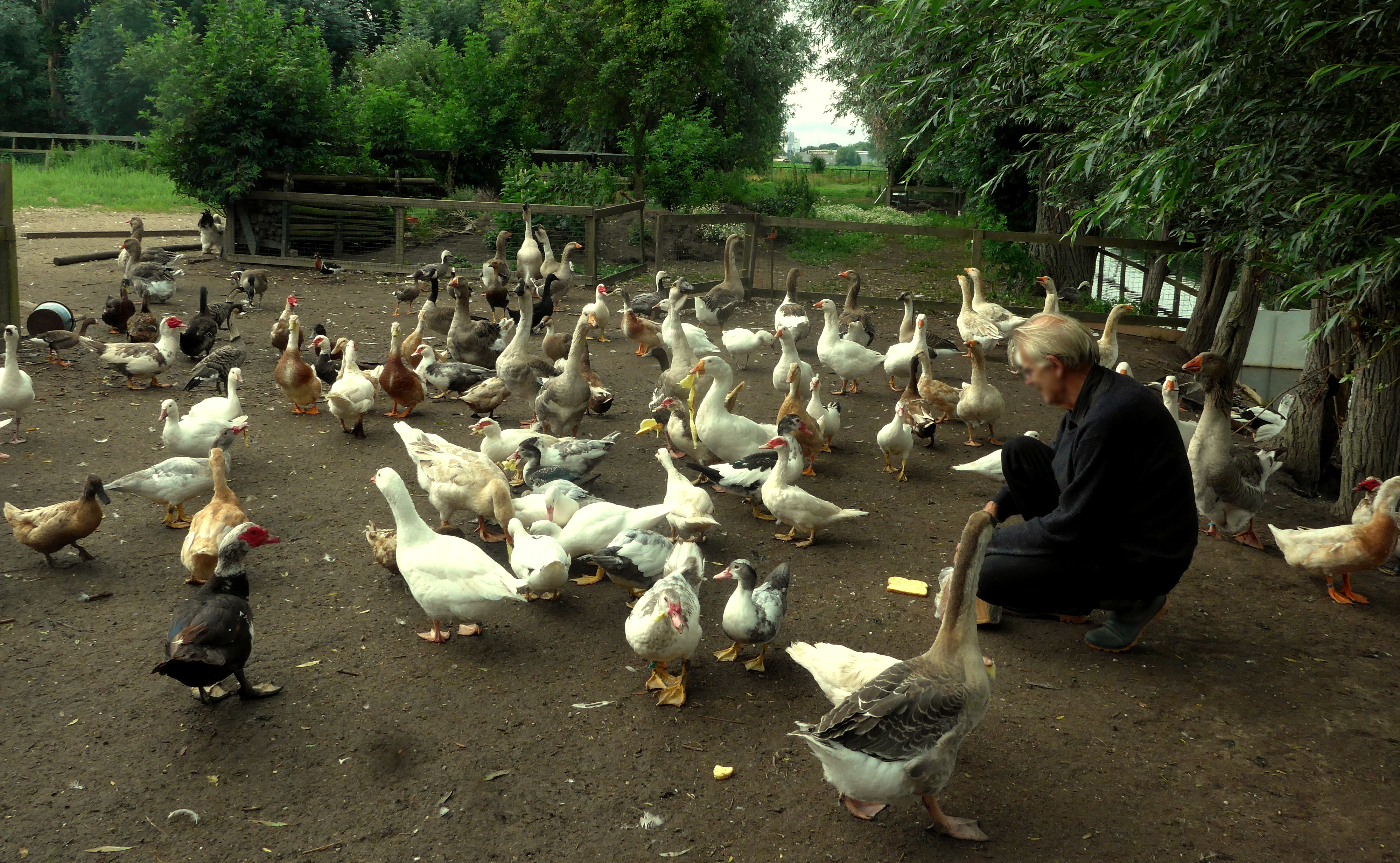
Toulouseganzen zijn groepsdieren die ook goed met andere watervogels in een groep kunnen leven.
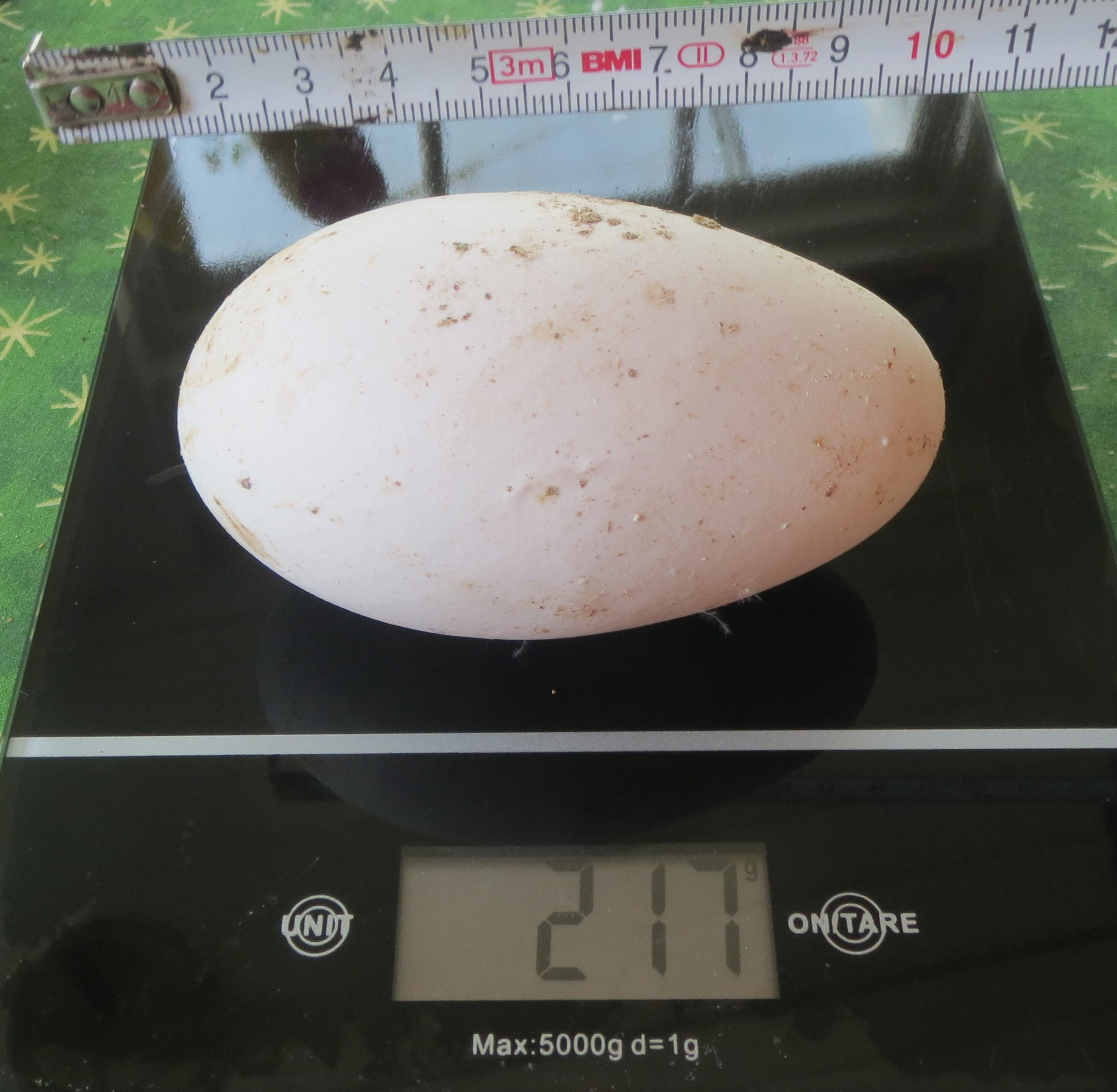
Ei, lengte 10 à 12 cm., breedte ~6 cm., gewicht 180 - 240 gram
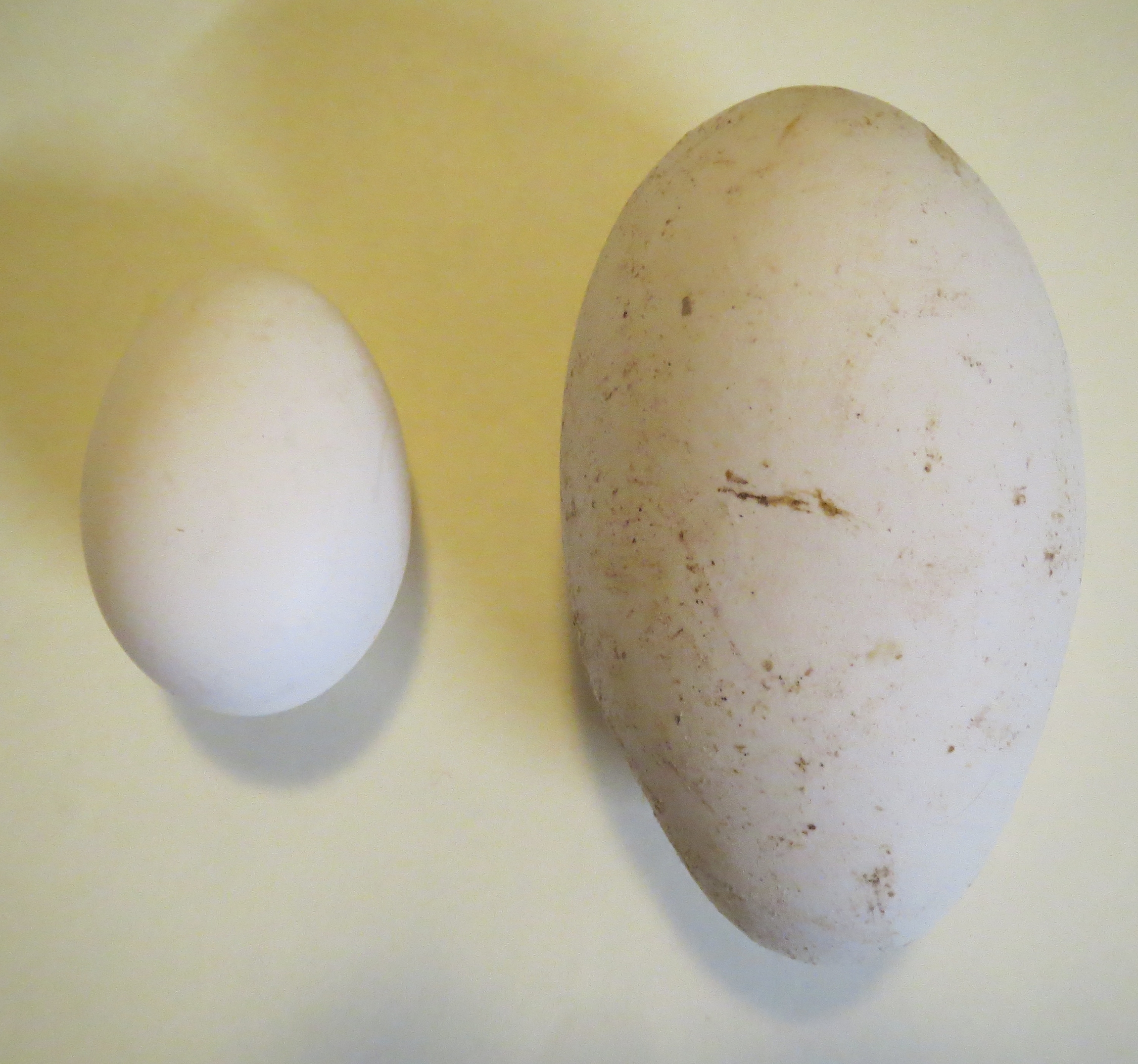
Ei, vergelijking van een toulousegans en van een kip